# Egypt
Egypt jest drugim singlem duńskiej grupy heavymetalowej Mercyful Fate. Wydany w 1993 roku przez wytwórnię Metal Blade.

## Lista utworów
1. Egypt - 4:53